# 公平乡 (犍为县)
公平乡，是中华人民共和国四川省乐山市犍为县曾经下辖的一个乡。2019年12月，撤销公平乡，以原公平乡公平社区3组、竹根村、凉桥村、三联村、埝上村、窗子村所属行政区域为玉屏镇的行政区域，原公平乡公平社区1至2组、安乐村、花坪村、三溪村、仁义村、利泉村、慈云村所属行政区域为大兴镇的行政区域。

## 行政区划
公平乡撤销前下辖以下地区：
安乐村、仁义村、花坪村、凉桥村、堰上村、竹根村、窗子村、三联村、利泉村、三溪村和慈云村。